# FIA GT 2004
FIA GT 2004 är ett motorsportevenemang som kördes över 11 omgångar i Europa och Asien 2004.

## GT

### Delsegrare
| Bana           | Vinnare                                                      | Märke    |
| -------------- | ------------------------------------------------------------ | -------- |
| Monza          | Fabrizio Gollin Luca Cappellari                              | Ferrari  |
| Valencia       | Fabrizio Gollin Luca Cappellari                              | Ferrari  |
| Magny-Cours    | Uwe Alzen Michael Bartels                                    | Saleen   |
| Hockenheim     | Matteo Bobbi Gabriele Gardel                                 | Ferrari  |
| Brno           | Uwe Alzen Michael Bartels                                    | Saleen   |
| Donington Park | Karl Wendlinger Jaime Melo                                   | Ferrari  |
| Spa            | Lilian Bryner Enzo Calderari Fabrizio Gollin Luca Cappellari | Ferrari  |
| Imola          | Uwe Alzen Michael Bartels                                    | Saleen   |
| Oschersleben   | Mika Salo Andrea Bertolini                                   | Maserati |
| Dubai          | Matteo Bobbi Gabriele Gardel                                 | Ferrari  |
| Zhuhai         | Mika Salo Andrea Bertolini                                   | Maserati |

### Slutställning
| Plats | Förare                          | Märke   | Poäng |
| ----- | ------------------------------- | ------- | ----- |
| 1     | Fabrizio Gollin Luca Cappellari | Ferrari | 85    |
| 2     | Matteo Bobbi Gabriele Gardel    | Ferrari | 74.5  |
| 3     | Lilian Bryner Enzo Calderari    | Ferrari | 55    |
| 4     | Fabio Babini                    | Ferrari | 51    |
| 5     | Karl Wendlinger                 | Ferrari | 50.5  |
| 6     | Philipp Peter                   | Ferrari | 49    |

## N-GT

### Delsegrare
| Bana           | Vinnare                                        | Märke   |
| -------------- | ---------------------------------------------- | ------- |
| Monza          | Stéphane Ortelli Emmanuel Collard              | Porsche |
| Valencia       | Lucas Luhr Sascha Maassen                      | Porsche |
| Magny-Cours    | Lucas Luhr Sascha Maassen                      | Porsche |
| Hockenheim     | Lucas Luhr Sascha Maassen                      | Porsche |
| Brno           | Christian Pescatori Fabrizio de Simone         | Ferrari |
| Donington Park | Stéphane Ortelli Emmanuel Collard              | Porsche |
| Spa            | Stéphane Ortelli Emmanuel Collard Romain Dumas | Porsche |
| Imola          | Lucas Luhr Sascha Maassen                      | Porsche |
| Oschersleben   | Lucas Luhr Sascha Maassen                      | Porsche |
| Dubai          | Lucas Luhr Sascha Maassen                      | Porsche |
| Zhuhai         | Christian Pescatori Jaime Melo                 | Ferrari |

### Slutställning
| Plats | Förare                            | Märke   | Poäng |
| ----- | --------------------------------- | ------- | ----- |
| 1     | Lucas Luhr Sascha Maassen         | Porsche | 93.5  |
| 2     | Stéphane Ortelli Emmanuel Collard | Porsche | 90    |
| 3     | Christian Pescatori               | Ferrari | 56    |
| 4     | Alexej Vasilijev                  | Porsche | 48    |